# Albrecht Horn
Albrecht Horn (* 12. März 1940 in Grimma; † 10. April 2022) war ein deutscher Diplomat, „der höchstrangige Mitarbeiter, den die DDR zu den Vereinten Nationen entsandt hatte“, sowie Wirtschaftswissenschaftler; er verfasste zahlreiche Fachveröffentlichungen.

## Leben
Albrecht Horn studierte in Leipzig Wirtschaftswissenschaften und schloss als Diplomwirtschaftler ab. Nach erfolgreichem Promotionsstudium wurde er 1967 an der wirtschaftswissenschaftlichen Fakultät der Karl-Marx Universität Leipzig promoviert.
Horn war Direktor im Büro des UN-Generalsekretärs in New York. Er war Mitglied im Vorstand der Deutschen Gesellschaft für die Vereinten Nationen sowie Mitglied im Akademischen Rat des UN-Systems.

## Veröffentlichungen (Auswahl)
- Wege zur Ermittlung ökonomisch begründeter Handelsspannen im Produktionsmittelhandel. Leipzig 1967. (Dissertation)
- Analyse und Modellierung der Leitungsprozesse und -systeme von Industriebetrieben – Ein Beitrag aus systemtheoretischer Sicht. Leipzig 1974.
- Multilaterale ökonomische Sanktionsregime der Vereinten Nationen. Peter Lang, Internationaler Verlag der Wissenschaften, Frankfurt am Main 2003, ISBN 3-631-51049-7.
- Die Vereinten Nationen und multilaterale Sicherheitspolitik. Frank & Timme, Berlin 2005, ISBN 3-86596-023-5.
- Vereinte Nationen – Akteure und Entscheidungsprozesse Frank & Timme, Berlin 2007, ISBN 978-3-86596-101-3.
- Vereinte Nationen, Internationale Sozialordnung und Menschenrechte. Frank & Timme, Berlin 2018, ISBN 978-3-7329-0444-0.